# マツタロウオパールフタオシジミ
マツタロウオパールフタオシジミ（Matsutaroa iljai）は、チョウ目（鱗翅目）アゲハチョウ上科シジミチョウ科に分類されるチョウの一種。フィリピン固有種。

## 分布
分布は局地的でフィリピン中部、西ヴィサヤ地区のマスバテ、ネグロス、パナイの3島にのみ産するが、いずれの地でも個体数は多くない。

## 形態

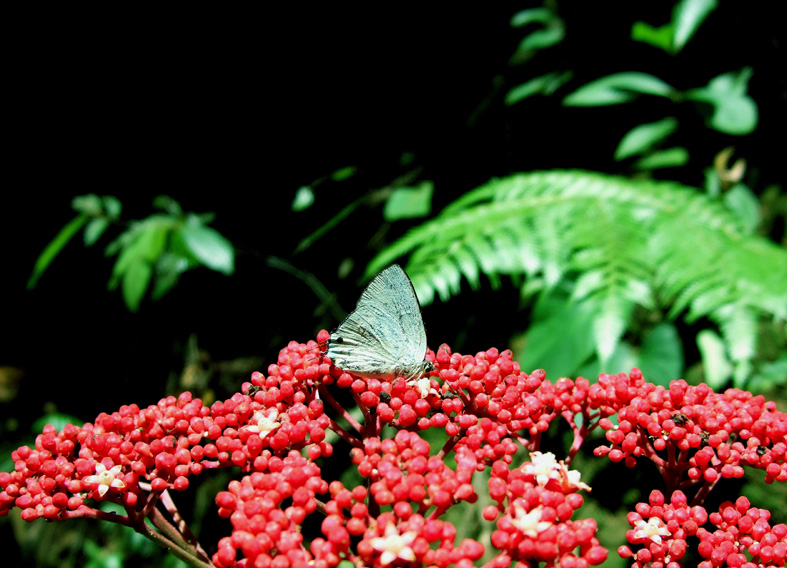
フィリピン、ネグロス島・カンラオン山中の成虫・オス
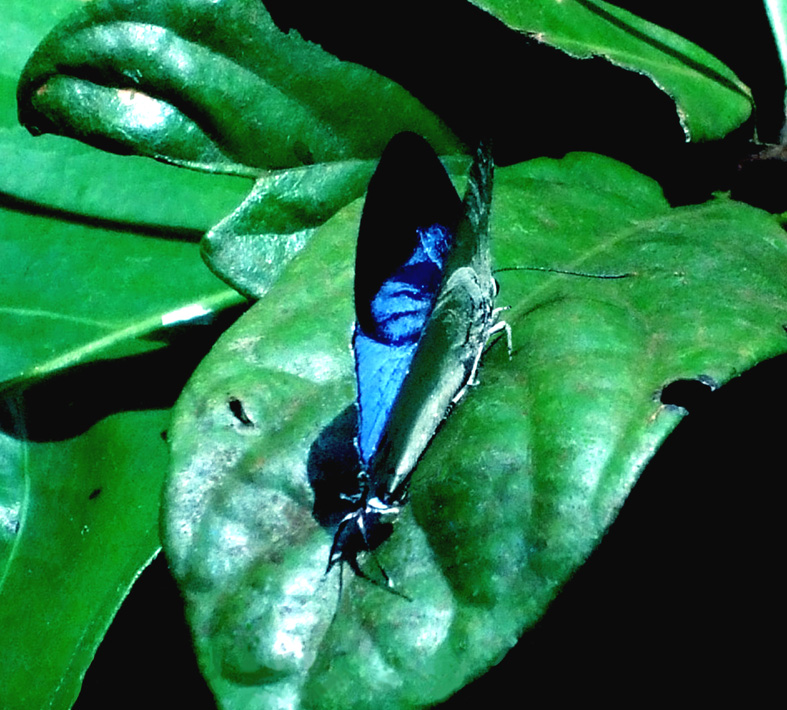
フィリピン、ネグロス島・カンラオン山中の成虫・オス

シジミチョウとしては大型で、前翅長は18-20mm。雌雄の色彩は大いに異なり、雌雄を同時に記載出来たのは、幸運にも交尾中の本種を採集したからである。

## 生態
ネグロス島カンラオン山（2465m）での3年にわたる観察の結果では発生時期は年1回、6月から8月である。山中の赤っぽい花（赤っぽく見えるのは蕾で、実際は開花すると白色の星形の花）に吸蜜にやって来ることが多い。

種名の語源：筆頭命名者の父　林松太郎に因む。